# Mikoian-Gurevici MiG-105

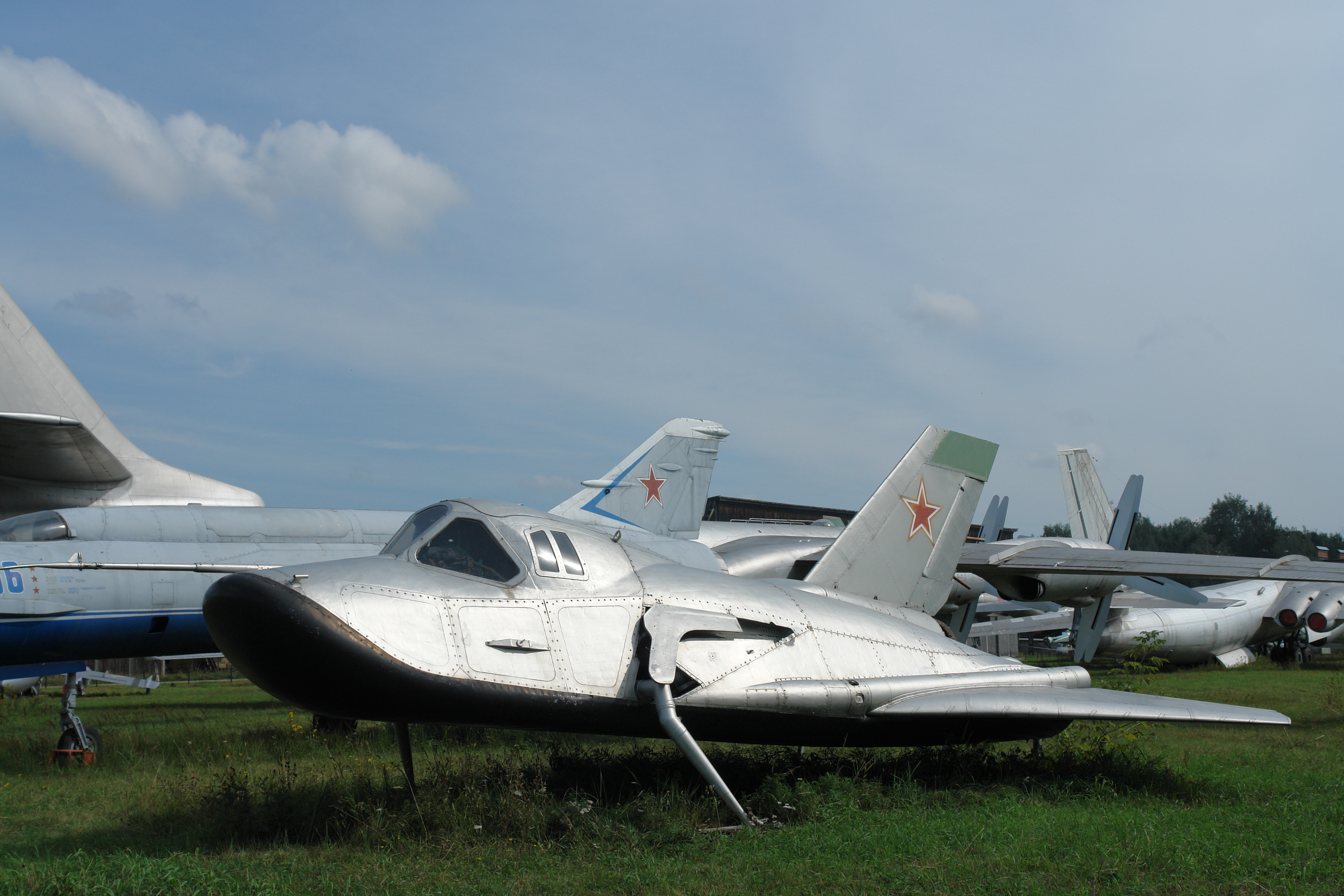
Mikoian-Gurevici MiG-105

Mikoian-Gurevici MiG-105"Spiral" este un proiect sovietic pentru a crea un avion-rachetă orbital.

## Dezvoltare
Cunoscut și sub numele de EPOS(acronimul rus pentru Avion Experimental de Pasageri Orbital),lucru asupra acestui proiect a început în final în 1965.Proiectul a fost oprit în 1969,pentru a fi repornit în scurt timp în 1974 pentru a contracara programul spațial Space Shuttle.
Vehiculul și-a făcut primul zbor liber de test subsonic în 1976,decolând cu propria putere de pe o veche suprafață murdară lângă Moscova.Era zburat de pilotul A.G.Festoveț la Centrul de Test de Zbor Jukoski,o distanță de 19 mile.Testele de zbor,în total opt,au continuat sporadic până în 1978.A fost în cele din urmă amânat,nu a zburat  niciodată în spațiu,când decizia a fost făcută ca în loc să se continue Proiectul Buran.Vehiculul Spiral încă există și este curent în expunere la Muzeul Aviației Monino în Rusia.